# Índex Herbariorum
L' Index Herbariorum ofereix un directori global d'herbaris i el seu personal associat. Aquest índex en línia de cerca permet als científics un accés ràpid a les dades relacionades amb 3.400 ubicacions on un total de 350 milions d'exemplars botànics estan allotjats permanentment (singular, herbari ; plural, herbari). L'Index Herbariorum té personal i pàgina web propis. Al llarg del temps, es van publicar sis edicions de l'Índex entre 1952 i 1974. L'índex va estar disponible en línia el 1997.
L'índex va ser publicat originalment per la Associació Internacional de la Taxonomia Vegetal, que va patrocinar les sis primeres edicions (1952–1974); posteriorment el Jardí Botànic de Nova York es va fer càrrec de la responsabilitat de l'índex. L'índex proporciona el nom de la institució de suport (sovint una universitat, jardí botànic o organització sense ànim de lucre), la seva ciutat i estat, i les sigles de cada herbari, juntament amb informació de contacte per als membres del personal i les seves especialitats de recerca, i els fons importants. de la col·lecció de cada herbari.

## Editors
- a 6a edició (1974) va ser coeditada per Patricia Kern Holmgren, directora del Jardí Botànic de Nova York
- 7a edició impresa, ed. per Patricia Kern Holmgren .
- 8a edició impresa, ed. per Patricia Kern Holmgren .
- Edició en línia, preparada per Noel Holmgren del Jardí Botànic de Nova York
- 2008+, ed. per Barbara M. Thiers, directora de l'herbari del Jardí Botànic de Nova York[1]

- 6th edition (1974) was co-edited by Patricia Kern Holmgren, Director of the New York Botanical Garden
- 7th printed edition, ed. by Patricia Kern Holmgren.
- 8th printed edition, ed. by Patricia Kern Holmgren.
- Online edition, prepared by Noel Holmgren of the New York Botanical Garden
- 2008+, ed. by Barbara M. Thiers, Director of the New York Botanical Garden Herbarium